# Settimana Internazionale di Coppi e Bartali
Settimana Internazionale di Coppi e Bartali – wyścig kolarski rozgrywany we Włoszech, w regionie Emilia-Romania, co roku w marcu. Należy do cyklu UCI Europe Tour (kat. 2.1).
Wyścig odbył się po raz pierwszy w roku 1984 i organizowany co rok, początkowo jako Settimana Ciclistica Internazionale, w latach 1999-2000 Memorial Cecchi Gori, a od 2001 roku pod obecną nazwą. Dwukrotnie (1995, 1998) wyścig nie odbył się. Rekordzistami pod względem zwycięstw w klasyfikacji generalnej są Włosi Moreno Argentin i Damiano Cunego – po dwa triumfy.
W 2010 roku drugie miejsce zajął Polak - Przemysław Niemiec, a Bartosz Huzarski wygrał jeden z etapów. 
W 2012 roku Huzarski zajął 2. miejsce w klasyfikacji generalnej. 

## Lista zwycięzców
Opracowano na podstawie:
| Rok  | Pierwsze             | Drugie                | Trzecie              |
| ---- | -------------------- | --------------------- | -------------------- |
| 1984 | Moreno Argentin      | Stefan Mutter         | Johan van der Velde  |
| 1985 | Laurent Fignon       | Bruno Wojtinek        | Giuseppe Saronni     |
| 1986 | Giuseppe Saronni     | Moreno Argentin       | Federico Ghiotto     |
| 1987 | Maurizio Rossi       | Daniele Caroli        | Rolf Sørensen        |
| 1988 | Adriano Baffi        | Giuseppe Saronni      | Camillo Passera      |
| 1989 | Bruno Leali          | Pierino Gavazzi       | Steven Rooks         |
| 1990 | Rolf Sørensen        | Steven Rooks          | Claudio Chiappucci   |
| 1991 | Phil Anderson        | Giuseppe Petito       | Maximilian Sciandri  |
| 1992 | Moreno Argentin      | Alex Zülle            | Phil Anderson        |
| 1993 | Michele Bartoli      | Luboš Lom             | Paolo Fornaciari     |
| 1994 | Rodolfo Massi        | Michele Coppolillo    | Jewgienij Bierzin    |
| 1996 | Gabriele Colombo     | Adriano Baffi         | Maurizio Fondriest   |
| 1997 | Roberto Petito       | Claudio Chiappucci    | Alessandro Bertolini |
| 1999 | Romāns Vainšteins    | Gianmario Ortenzi     | Paolo Bettini        |
| 2000 | Paolo Bettini        | Wladimir Belli        | Marco Velo           |
| 2001 | Ruslan Ivanov        | Dario Frigo           | Fredy González       |
| 2002 | Francesco Casagrande | Peter Luttenberger    | Cadel Evans          |
| 2003 | Mirko Celestino      | Francesco Casagrande  | Franco Pellizotti    |
| 2004 | Giuliano Figueras    | Mirko Celestino       | Michele Scarponi     |
| 2005 | Franco Pellizotti    | Mauro Facci           | Damiano Cunego       |
| 2006 | Damiano Cunego       | Vincenzo Nibali       | Mario Aerts          |
| 2007 | Michele Scarponi     | Riccardo Riccò        | Luca Pierfelici      |
| 2008 | Cadel Evans          | Stefano Garzelli      | Vincenzo Nibali      |
| 2009 | Damiano Cunego       | Cadel Evans           | Massimo Giunti       |
| 2010 | Ivan Santaromita     | Przemysław Niemiec    | José Serpa           |
| 2011 | Emanuele Sella       | Diego Ulissi          | Stefano Pirazzi      |
| 2012 | Jan Bárta            | Bartosz Huzarski      | Diego Ulissi         |
| 2013 | Diego Ulissi         | Damiano Cunego        | Miguel Ángel Rubiano |
| 2014 | Peter Kennaugh       | Dario Cataldo         | Matteo Rabottini     |
| 2015 | Louis Meintjes       | Ben Swift             | Matija Kvasina       |
| 2016 | Siergiej Firsanow    | Mauro Finetto         | Gianni Moscon        |
| 2017 | Lilian Calmejane     | Toms Skujiņš          | Egan Bernal          |
| 2018 | Diego Rosa           | Bauke Mollema         | Richard Carapaz      |
| 2019 | Lucas Hamilton       | Damien Howson         | Nick Schultz         |
| 2020 | Jhonatan Narváez     | Andrea Bagioli        | João Almeida         |
| 2021 | Jonas Vingegaard     | Mikkel Frølich Honoré | Nick Schultz         |
| 2022 | Edward Dunbar        | Ben Tulett            | Marc Hirschi         |
| 2023 | Mauro Schmid         | James Shaw            | Ben Healy            |
| 2024 | Koen Bouwman         | Archie Ryan           | Diego Ulissi         |
| 2025 |                      |                       |                      |